# Sókőzetek

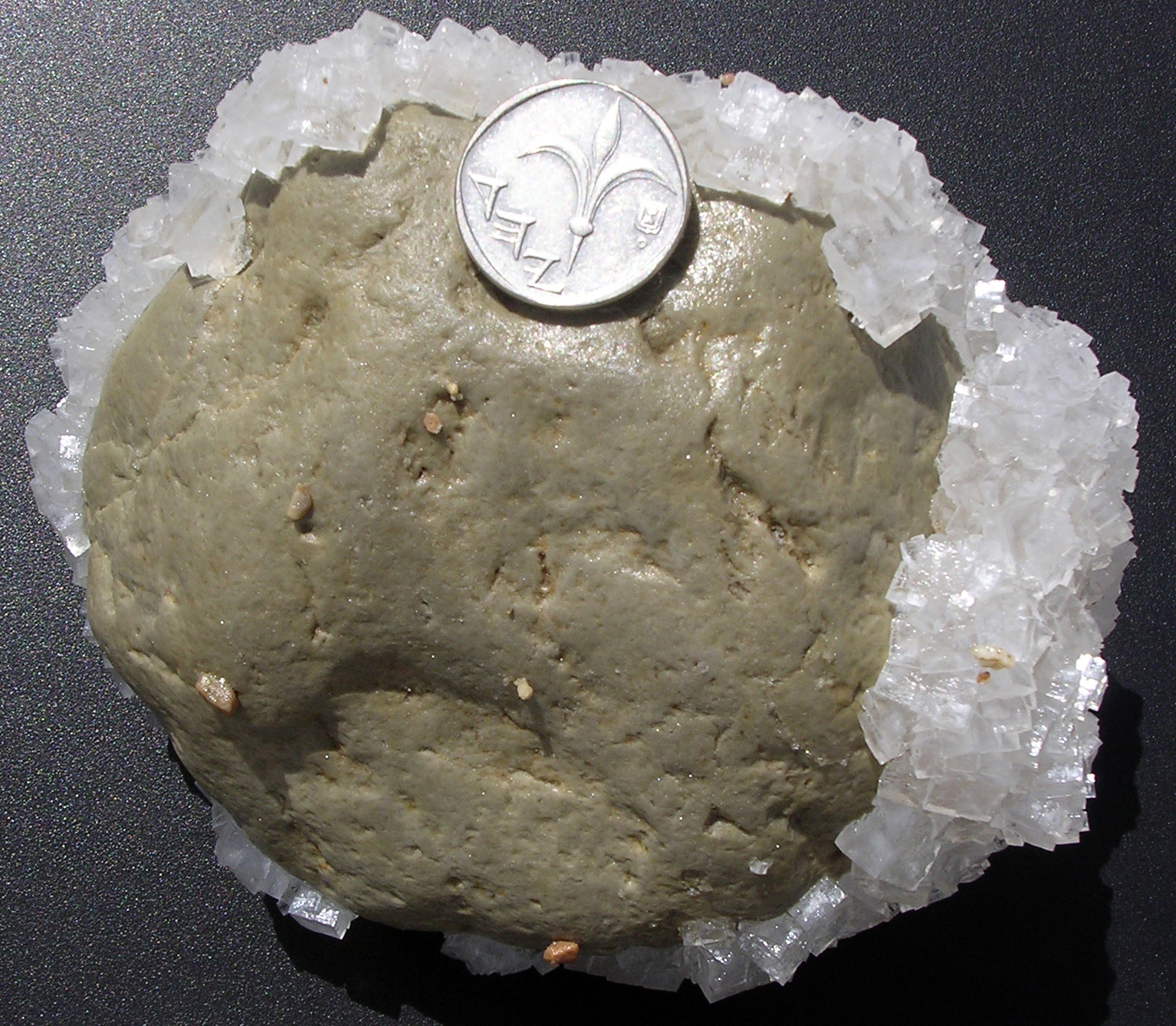
Kavicson kicsapódott sókristályok

A sókőzetek (vagy evaporitok – az evaporáció = ’párolgás’ szóból) szóval olyan üledékes kőzeteket jelölünk, amelyek az anyagukat oldott állapotban tartalmazó víz, főleg tengervíz elpárolgása révén keletkeztek.

## Kialakulása
Minden természetes víztömeg tartalmaz oldott ásványi anyagokat. Amennyiben az adott vízmennyiség elzáródik környezetétől, utánpótlása megszűnik, és párolgás révén a víz egy része vagy egésze a légkörbe távozik, a maradék oldat besűrűsödik, telítődik majd túltelítődik és a benne lévő anyagok kicsapódnak.

## Előfordulásai

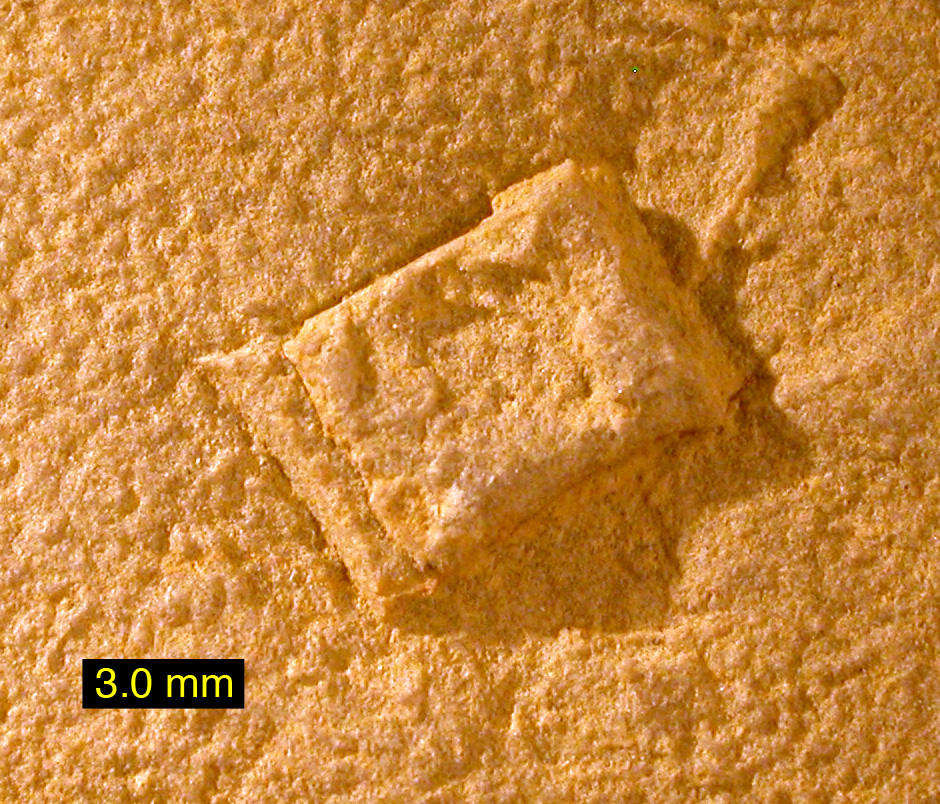
Kősókristály Jura-időszaki sziklába ágyazódva, Utah

A földtörténetileg legjelentősebb, legnagyobb méretű ismert evaporit-lerakódásokra a messinai sókrízis idején került sor a Földközi-tenger medencéjében.
További példák:
- Szárazföldi tektonikus süllyedékek korlátozott vízutánpótlással, jellemzősen trópusi vagy szubtrópusi területeken:
  - Afar-medence (Etiópia), Halál-völgy (Kalifornia)
- Az óceánoktól elszigetelődött óceáni eredetű árkok:
  - Holt-tenger (Jordánia és Izrael)
- Szárazföldi lefolyástalan medencék száraz vagy félszáraz éghajlati körülmények között: 
  - Simpson-sivatag (Nyugat-Ausztrália), Nagy-sóstó (Utah)
- Nem-medence jellegű területek, amelyeket csak felszivárgó artézi vizek öntöznek:
  - Nagy Artézi-medence, Ausztrália
- Tengerparti sós lagúnák:
  - Irán, Szaúd-Arábia, Vörös-tenger, Garabogazköl
- Lefolyástalan medencék rendkívül száraz éghajlattal:
  - Az Atacama, a Szahara és a Namib-sivatagok bizonyos területei

## Evaporit formációk
Az evaporit formációk fő tömegét legtöbbször, de nem feltétlenül a kősó adja.  A különböző evaporit üledékek gyakran csak néhány százalékban tartalmaznak sót, a többit más kőzetek, karbonátok adják.
Ahhoz, hogy evaporitnak határozhassunk meg egy formációt, elegendő, ha tartalmaz halit alakzatokat és/vagy kiszáradt, repedezett sár, agyag nyomait.

## Az evaporitok gazdasági jelentősége

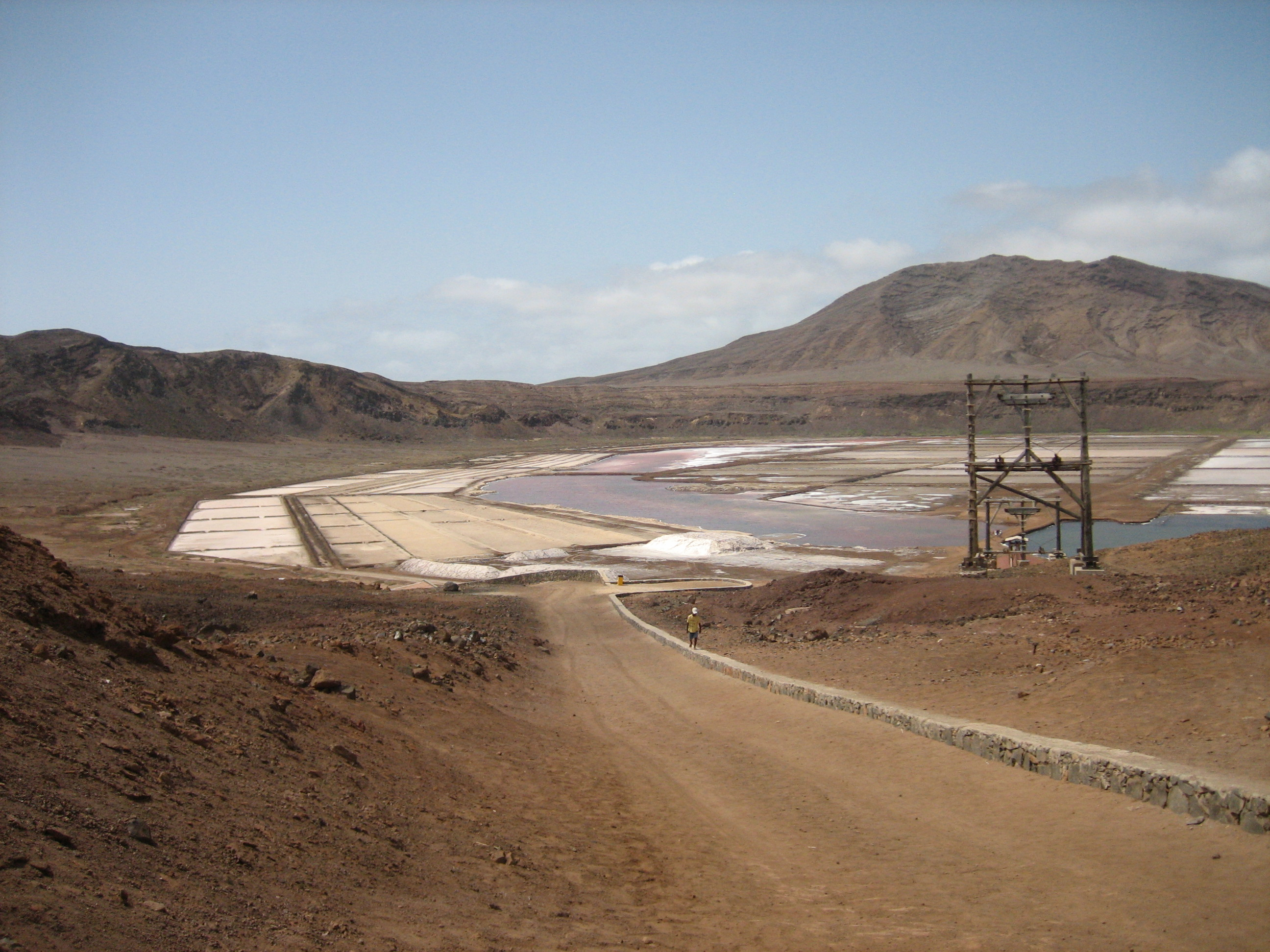
A sólepárló telepek mesterségesen állítják elő a sót, mint evaporitot

Az evaporit ásványok különböző csoportjainak nagy gazdasági jelentősége lehet. A nitrátok különösen fontosak Peru és Chile számára, ahol a kibányászott salétromból műtrágya és robbanóanyag készül.
Jól ismert a kősó óriási jelentősége az ember számára. A mélységi sórétegek emellett igen alkalmasak lehetnek radioaktív hulladék lerakására stabilitásuk és vízzáró tulajdonságuk miatt.
A kősórétegek gyakran képezik kőolaj- és földgázhordozó képletek felett a záróréteget.

## Az evaporit ásványok fő csoportjai
- Halogenidek: halit, szilvin (KCl), és fluorit
- Szulfátok: gipsz, barit, and anhidrit
- Nitrátok: kálium-nitrát
- Borátok: bórax
- Karbonátok: trona.

Az evaporitok kicsapódásának sorrendje oldhatóságuk ellentettje:
1. Kalcit (CaCO3) és dolomit (CaMg(CO3)2)
2. Gipsz (CaSO4·2H2O) és anhidrit (CaSO4).
3. Kősó (NaCl)
4. A kálium és magnézium sói.

## Külső hivatkozások
- California State University evaporites page
- Gore, Rick.  "The Mediterranean:  Sea of Man's Fate."  National Geographic.  Dec. 1982: 694-737.
- Gueguen and Palciauskas (1984). Introduction to the Physics of Rocks.
- Die Entwicklungsgeschichte der Erde. (németül) Szerk. Rudolf Hohl. 6. Hanau: Werner Dausien Verlag. 1985.   483. o. ISBN 3-768-46526-8
- Les évaporites, Université de Liège (franciául)